# Přerov
Přerov (prononcé en tchèque : /ˈpr̝̊ɛrof/, en allemand : Prerau) est une ville de la région d'Olomouc, en République tchèque, et le chef-lieu du district de Přerov. Sa population s'élevait à 40 906 habitants en 2025.

## Géographie
Přerov est arrosée par la Bečva, un affluent de la Morava, et se trouve à 22 km au sud-est d'Olomouc, à 68 km au nord-est de Brno et à 228 km à l'est-sud-est de Prague.

## Galerie

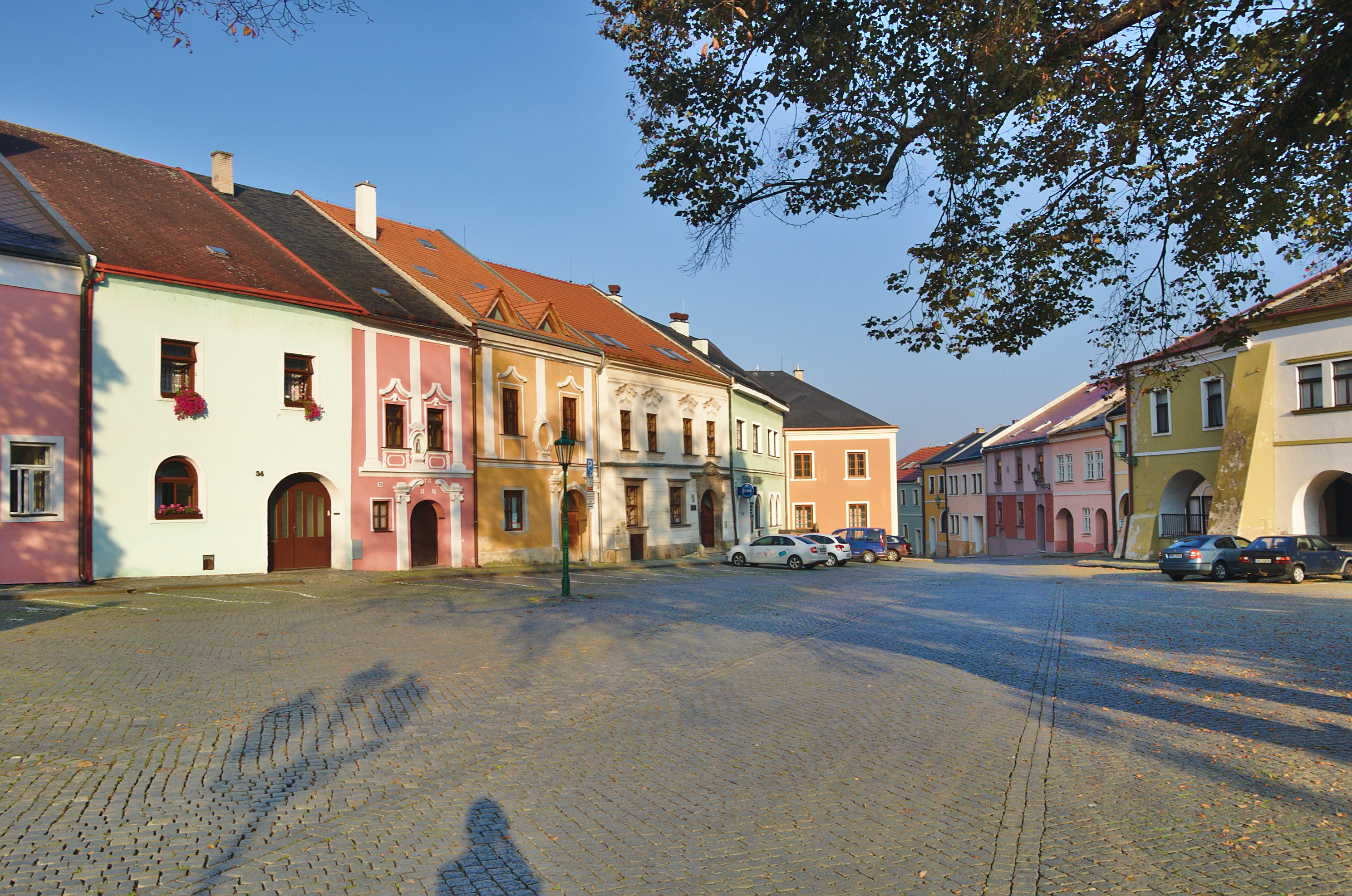
Place Haute.
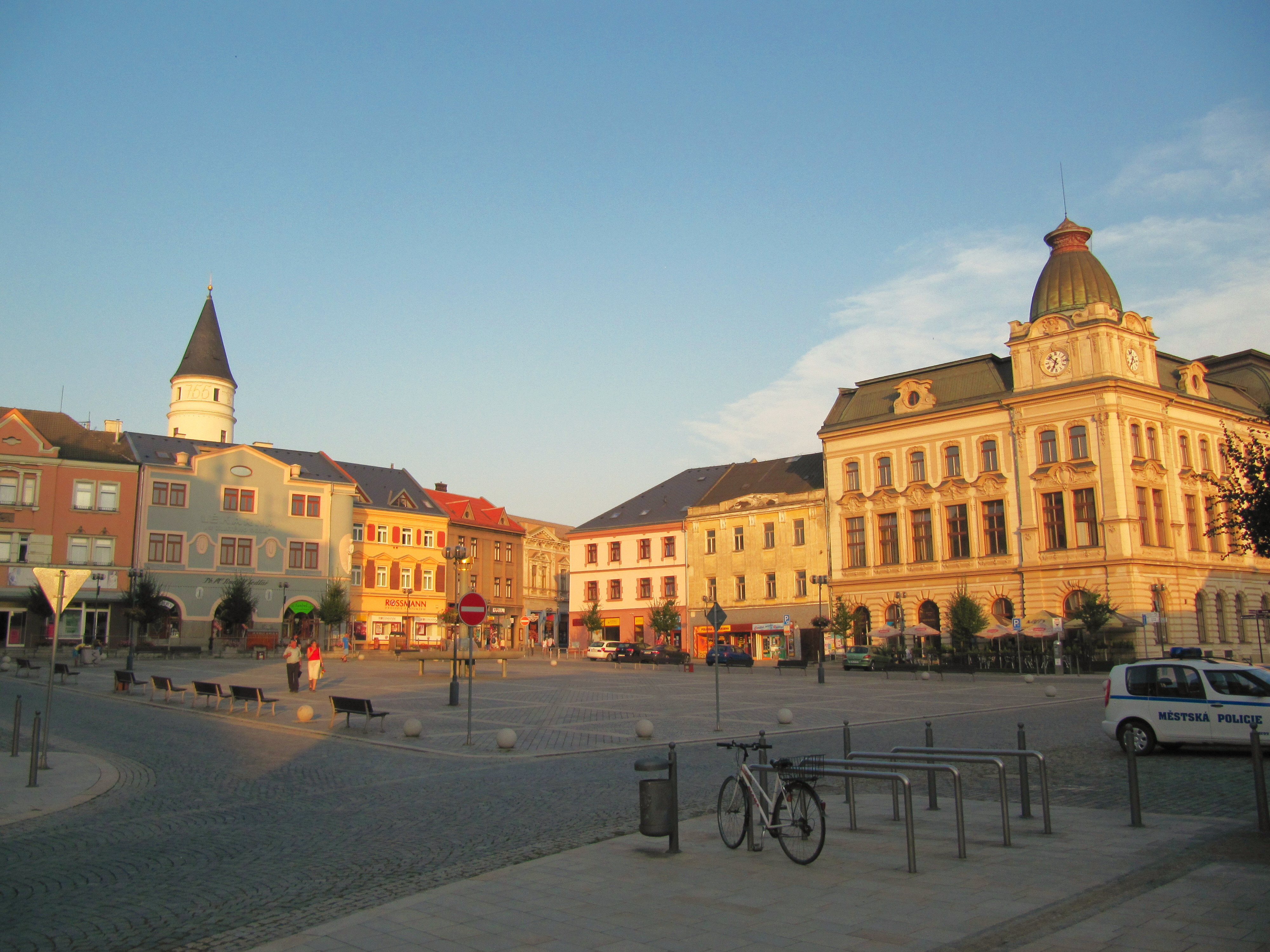
Place Masaryk.

## Histoire
La première mention historique de la ville date de 1141. En 1256, elle devient ville royale.
C'est à partir du développement du chemin de fer qui atteint la ville en 1841 que Přerov prend de l'importance. Le premier bureau de poste prend d'ailleurs le nom de Prerau Bahnhof, avant celui de la ville, Stadt Prerau, ouvert en 1870.
Jusqu'en 1918, la ville de Prerau - Přerov fait partie de l'empire d'Autriche, puis d'Autriche-Hongrie (Cisleithanie après le compromis de 1867), chef-lieu du district de même nom, l'un des 34 Bezirkshauptmannschaften en Moravie.
En 1945, au terme de la Seconde Guerre mondiale, la ville est le théâtre d'un drame que les Tchèques appellent la « Résistance de Přerov ». À la suite d'une erreur d'interprétation (« le Führer est tombé »), les autorités de la ville pensent que le Reich a capitulé et, le premier mai 1945, invitent les habitants à célébrer la nouvelle. La ville se couvre de drapeaux tchécoslovaques. Les autorités allemandes du Protectorat de Bohême-Moravie ne l'entendent pas de cette oreille et pour elles, Přerov, avec ses quatre ponts sur la Bečva, est un point stratégique, nœud ferroviaire clé ne serait-ce que pour assurer la retraite des armées allemandes depuis la Slovaquie, la Hongrie, etc., vers le Reich assiégé. La Résistance est immédiatement jugulée et ses meneurs (on compte 21 victimes) exécutés le 2 mai dans la ville voisine d'Olomouc.
Plus tard, durant l'été de la même année a lieu ce que les historiens appellent pudiquement l'« incident de Přerov ». Des Allemands de Slovaquie, expulsés en application des décrets Beneš, sont tirés du convoi ferroviaire qui les conduit de la Slovaquie vers l'Allemagne, emmenés vers la colline voisine de Švedské sance, forcés de creuser leur propre tombe et exécutés. On recense 71 hommes, 120 femmes et 74 enfants parmi les victimes.
En 1997, la ville est victime d'inondations catastrophiques qui l'atteignent durement.

## Population
Recensements (jusqu'en 2001) ou estimations (à partir de 2014) de la population de la commune dans ses limites actuelles :
| 1869*  | 1880*  | 1890*  | 1900*  | 1910*  | 1921*  | 1930*  |
| ------ | ------ | ------ | ------ | ------ | ------ | ------ |
| 11 341 | 15 464 | 17 749 | 22 007 | 26 966 | 28 442 | 30 270 |

| 1950*  | 1961*  | 1970*  | 1980*  | 1991*  | 2001*  | 2011*  |
| ------ | ------ | ------ | ------ | ------ | ------ | ------ |
| 29 054 | 36 101 | 44 324 | 50 593 | 51 300 | 48 335 | 44 361 |

| 2014   | 2015   | 2016   | 2017   | 2018   | 2019   | 2020   |
| ------ | ------ | ------ | ------ | ------ | ------ | ------ |
| 44 538 | 44 278 | 43 994 | 43 791 | 43 565 | 43 186 | 42 871 |

| 2021*  | 2022   | 2023   | 2024   | 2025   | - | - |
| ------ | ------ | ------ | ------ | ------ | - | - |
| 41 019 | 41 404 | 41 634 | 41 661 | 40 906 | - | - |

## Patrimoine
Patrimoine civil
Le château de Přerov a gardé quelques-unes des fortifications initiales de la ville, il abrite le musée Comenius.

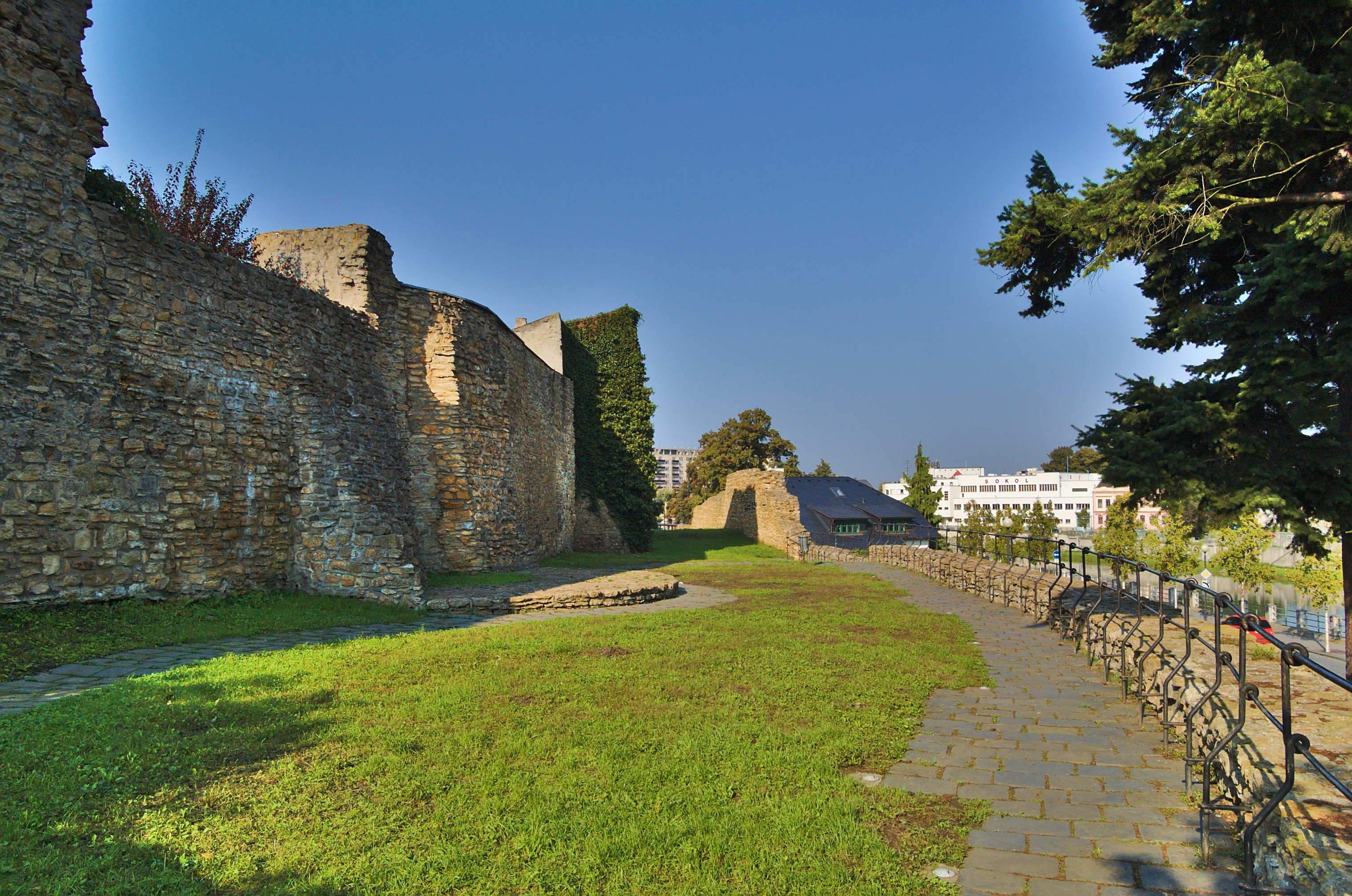
Anciennes fortifications.
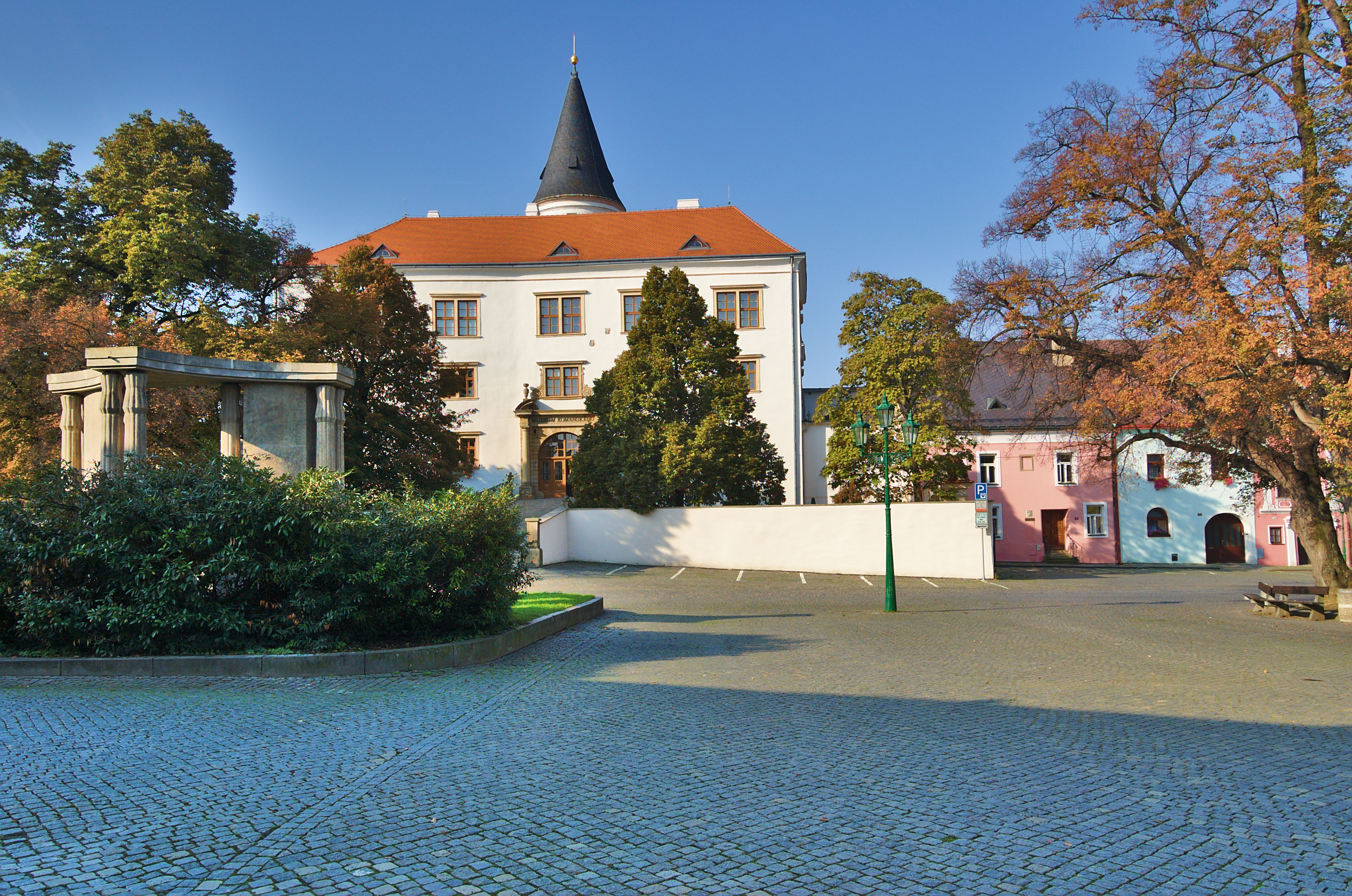
Le château de Přerov.

Patrimoine naturel
Au nord-est de la ville se trouve la réserve naturelle de Žebračka.

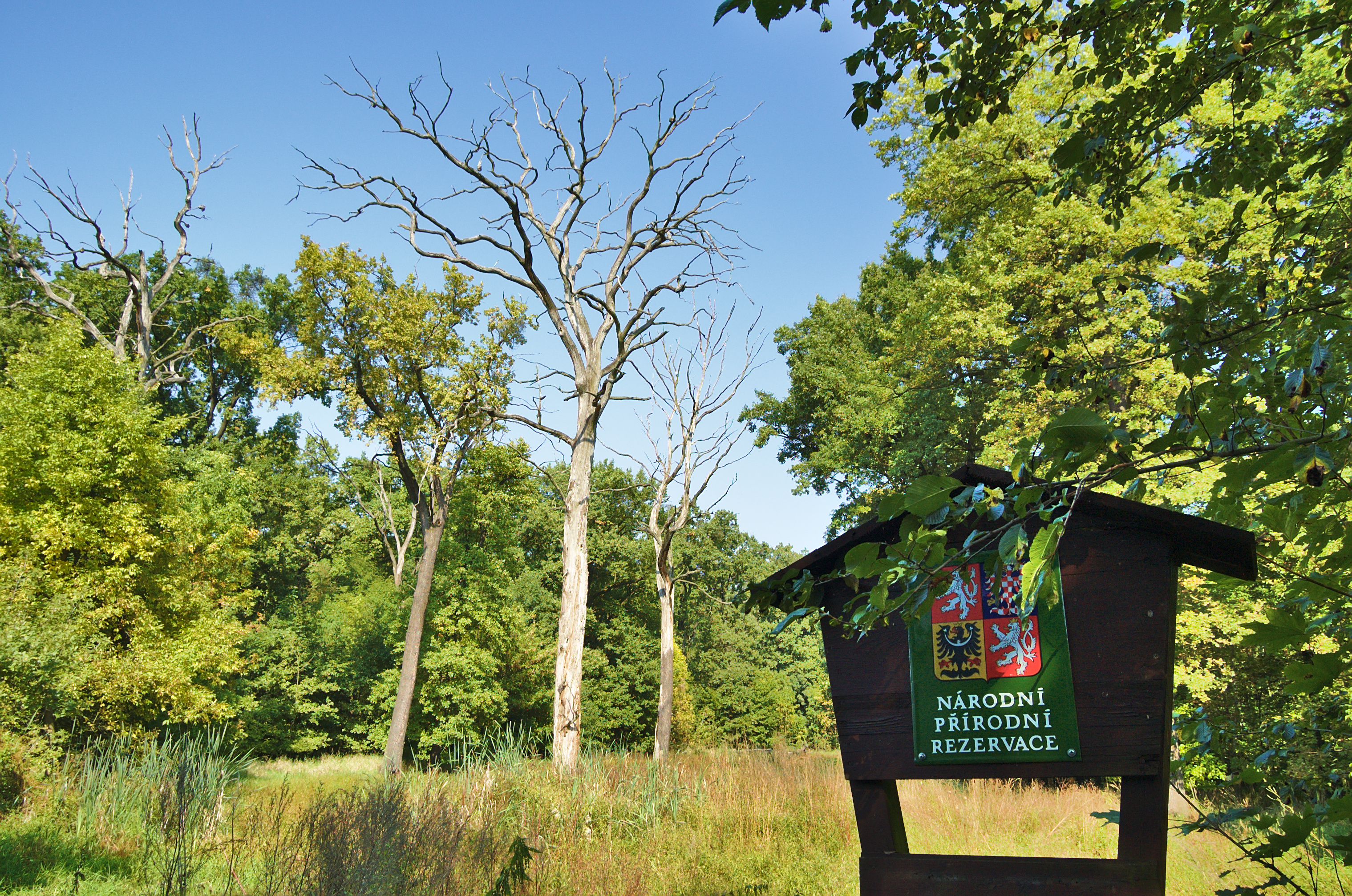
Réserve naturelle de Žebračka.
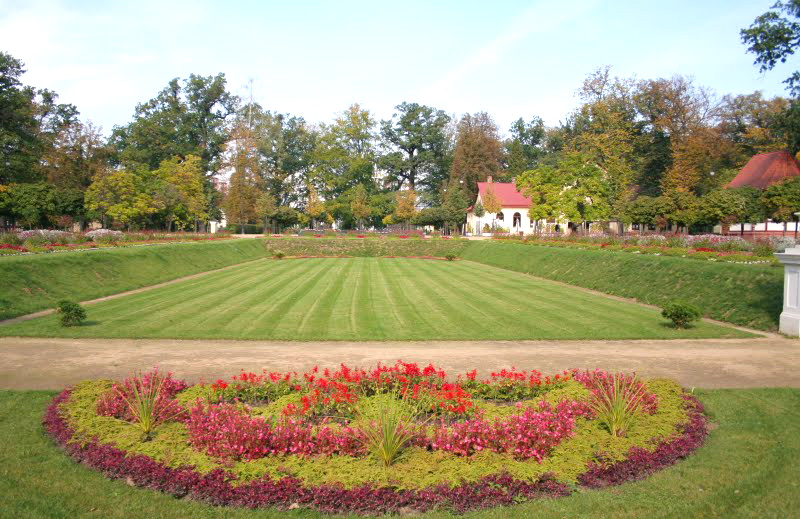
Parc Michalov.

## Archéologie
Au nord de la ville, une série de fouilles a révélé la présence de chasseurs de mammouths, mettant au jour nombre de restes datant de la Préhistoire.

## Économie
Les principales entreprises de Přerov sont :
- Meopta, fabricant tchèque d'optique, de projecteurs de cinéma et d'agrandisseurs photo.
- Precheza a.s. Fondée en 1894, cette entreprise chimique est spécialisée dans la production de pigments inorganiques (notamment du dioxyde de titane) et d'acide sulfurique. Depuis 1996, l'entreprise fait partie du groupe Agrofert. Elle emploie 620 salariés (2014)[6].

## Transports
Par la route, Přerov se trouve à 25 km d'Olomouc, à 28 km de Prostějov, à 39 km de Zlín, à 85 km de Brno et à 285 km de Prague.
Přerov constitue un important nœud ferroviaire en Moravie et possède un aéroport (code AITA : PRV).

## Personnalités
- Liane Zimbler (1892-1987), architecte d'intérieur, née à Přerov
- Josef Rysavy (1904-1946), légionnaire français, Compagnon de la Libération.
- Gideon Klein (1919-1945), compositeur
- Jakub Markovič (2001-), footballeur tchèque.
- Karel Plíhal, musicien
- Jaroslav Mazáč, poète
- Stanislav Žalud, musicien
- Jaroslav Wykrent, musicien
- František Venclovský, nageur, il a traversé la Manche
- Jan Blahoslav, grammairien, précurseur de Comenius.
- Lubomír Dostál, poète